# Oecanthus rectinervis
Oecanthus rectinervis är en insektsart som beskrevs av Lucien Chopard 1932. Oecanthus rectinervis ingår i släktet Oecanthus och familjen syrsor. Inga underarter finns listade i Catalogue of Life.